# Shipton-on-Cherwell
Shipton-on-Cherwell es una localidad aledaña al río Cherwell a tres kilómetros al norte de Kidlington en Oxfordshire, Inglaterra. Hace parte de la parroquia civil de Shipton-on-Cherwell y Thrupp.
Shipton tuvo una iglesia parroquial en la última parte del siglo XII. Fue demolida en 1831 y reemplazada por una parroquia diseñada por William Turner, reutilizando algunos materiales de la iglesia original. Fue restaurada en 1869 bajo la dirección del arquitecto renacentista gótico Charles Buckeridge.